# Polymorphus meyeri
Polymorphus meyeri är en hakmaskart som beskrevs av Lundstrom 1942. Polymorphus meyeri ingår i släktet Polymorphus och familjen Polymorphidae. Inga underarter finns listade i Catalogue of Life.